# Creu de terme de Tamarit
La Creu de terme de Tamarit és una obra de Tarragona inclosa a l'Inventari del Patrimoni Arquitectònic de Catalunya.

## Descripció
Fora del recinte murat del Castell de Tamarit hi ha una creu de terme de la qual només es conserva in situ el basament original, la resta és una reproducció de principis del segle xx.
La creu original pertany al Museu Diocesà de Tarragona i va ser traslladada al jardí de la Catedral, al carrer de les Coques. Està feta amb pòrfir i marbre i s'alça damunt d'una estela funerària romana.